# Matthew Webb
Matthew Webb, född 19 januari 1848, död 24 juli 1883, var en engelsk kapten. Han var den förste som simmade över Engelska kanalen, vilket skedde den 24 augusti 1875. Det tog honom 22 timmar att simma bröstsim sträckan Dover–Calais. Webb drunknade 24 juli 1883, 35 år gammal, då han försökte simma över forsarna vid Niagarafallen.